# Nevada (périodique)
Pour les articles homonymes, voir Nevada (homonymie).
Nevada est une revue petit format publiée par les Éditions Lug d'octobre 1958 à septembre 1988 sur 494 numéros.
Mensuel essentiellement consacré aux aventures de Miki le ranger dont il réédite les aventures préalablement parues dans Rodéo. Nevada ne fait pas partie des revues les plus collectionnées.
La revue a commencé sa publication au format 10,5 x 15 cm (100 pages) pour passer au No 95 au classique 13 x 18 cm mais avec seulement 68 pages avant d'augmenter sa pagination à 132 au No 271.
Jean Frisano réalisa de nombreuses couvertures pour ce titre entre 1970 et 1988.

## Naissance de la BD
Nevada est une série qui débute en octobre 1958. Elle reprend tout d’abord les récits de Miki le ranger parus dans Rodéo et son seul intérêt de départ était le format beaucoup plus petit que les formats pocket traditionnels qui permettait de se transporter les récits du ranger constamment sur soi. En permettant ainsi de se faire une pause lecture à n’importe quel moment de la journée où qu’importe le lieu. 
Cela dit le concept ne suffit pas à accroître l’intérêt d’une réédition. Le charme de ces mini-formats agit d’ailleurs plus sur les collectionneurs d’aujourd’hui qu’il n’a agi sur les consommateurs d’autrefois. D’ailleurs, beaucoup de collectionneurs se contentent des 94 premiers numéros qui sont les seuls BD Lug édités dans ce format réduit à l’extrême.
À l’époque donc, la réédition des récits de Miki n’eut pas le succès espéré par l’éditeur. À un tel point que Miki, qui était souvent présent dans les couvertures des 15 premiers numéros, disparaît quasiment des premiers plats des 80 numéros suivants, laissant la place au héros de la série complémentaire Trappeur John, un clone de Blek, dont le succès rehausse l’intérêt de la collection aux premiers numéros. Plus tard il cédera sa fréquence de parution en couverture à Appollon puis Tamar, qui semble-t-il furent énormément appréciés aussi.

## Les séries publiées dans Nevada
Aussi, en dehors de Miki le ranger et Trappeur John, Nevada reprit la suite de nombreuses séries abandonnées dans d’autres périodiques comme Quentin Doward, JB et Cie, Storm Nelson, Zolt Zarn et tant d’autres. Apparaîtront aussi en seconde partie, beaucoup de rééditions comme Jhonny Bourask, Madison Bill, Boy Day, Jed Puma, etc. ou encore des séries inédites qui seront rééditées plus tard dans d’autres périodiques Lug comme Dave Kaplan, Babette, Le Chat, MotorBoy, Stunt Man, etc.
Nevada est aussi connue pour avoir recueilli dans ses feuillets la suite de Le Petit Ranger, par la parution d’épisodes inédits dans Nevada No 429 au No 483. Le Petit Ranger que beaucoup confondent encore avec Miki le ranger et dont les récits furent respectivement publiés dans Flambo, Bourask puis Yuma avant d’atterrir dans Nevada.

## La fin de la série
La collection Nevada s’arrêta en septembre 1988 au No 494. Et Le Petit Ranger encore présent dans la collection mais en réédition, reprit alors sa place dans Yuma dont la publication continua jusqu’en décembre 1993.